# Чемпионат Дании по кёрлингу среди женщин
Чемпионат Дании по кёрлингу среди женщин (дат. DM Damer) — ежегодное соревнование датских женских команд по кёрлингу. Проводится с 1979 года. Организатором является Ассоциация кёрлинга Дании (дат. Dansk Curling Forbund).

## Годы и команды-призёры
Составы команд указаны в порядке: четвёртый, третий, второй, первый, запасной, тренер; cкипы выделены полужирным шрифтом.

### Только чемпионы
| Год  | Золото                                          | Золото                                                                                         |
| Год  | Кёрлинг-клуб, город                             | Состав команды                                                                                 |
| 1979 | Hvidovre CC (Видовре)                           | Ибен Ларсен, Марианне Йоргенсен, Астрид Бирнбаум, Хелена Блак                                  |
| 1980 | HCC                                             | Марианне Йоргенсен, Астрид Бирнбаум, Хелена Блак, Малене Краусе                                |
| 1981 | HCC                                             | Марианне Йоргенсен, Астрид Бирнбаум, Хелена Блак, Малене Краусе                                |
| 1982 | HCC                                             | Марианне Йоргенсен, Астрид Бирнбаум, Хелена Блак, Малене Краусе                                |
| 1983 | HCC                                             | Яне Бидструп, Маи-Брит Рейнхольдт, Кирстен Хур, Ибен Ларсен                                    |
| 1984 | HCC                                             | Яне Бидструп, Маи-Брит Рейнхольдт, Hanne Olsen, Ибен Ларсен                                    |
| 1985 | HCC                                             | Хелена Блак, Малене Краусе, Йетте Ольсен, Лоне Кристофферсен                                   |
| 1986 | HCC                                             | Хелена Блак, Малене Краусе, Йетте Ольсен, Лоне Кристофферсен                                   |
| 1987 | HCC                                             | Хелена Блак, Йетте Ольсен, Малене Краусе, Лоне Кристофферсен                                   |
| 1988 | HCC                                             | Хелена Блак, Малене Краусе, Лене Х. Нильсен, Лоне Кристофферсен                                |
| 1989 | GCC (Gentofte)                                  | Марианне Квист, Астрид Бирнбаум, Лене Бидструп, Лиллиан Фрёлинг                                |
| 1990 | HCC                                             | Хелена Блак, Малене Краусе, Лоне Кристофферсен, Гитте Ларсен                                   |
| 1991 | HCC                                             | Хелена Блак, Малене Краусе, Лоне Кристофферсен, Гитте Ларсен                                   |
| 1992 | HCC                                             | Хелена Блак, Лене Бидструп, Малене Краусе, Сусанна Слотсагер                                   |
| 1993 | GCC (Gentofte)                                  | Марианне Квист, Marie-Louise Siggaard Andersen, Лиллиан Фрёлинг, Rikke Roungkvist              |
| 1994 | TCC (Tårnby)                                    | Хелена Блак, Ангелина Йенсен, Хелене Йенсен, Маргит Пёртнер, Шарлотте Хедегор                  |
| 1995 | HCC                                             | Хелена Блак Лаурсен, Дорте Хольм, Хелене Йенсен, Маргит Пёртнер, Лиза Ричардсон                |
| 1996 | HCC                                             | Хелена Блак Лаурсен, Дорте Хольм, Хелене Йенсен, Маргит Пёртнер, Лиза Ричардсон                |
| 1997 | HCC                                             | Хелена Блак Лаурсен, Дорте Хольм, Маргит Пёртнер, Лиза Ричардсон, Трине Квист                  |
| 1998 | HCC                                             | Хелена Блак Лаурсен, Дорте Хольм, Маргит Пёртнер, Лиза Ричардсон, Трине Квист                  |
| 1999 | HCC                                             | Лене Бидструп, Сусанна Слотсагер, Малене Краусе, Авияя Петри, Лиллиан Фрёлинг                  |
| 2000 | HCC                                             | Лене Бидструп, Сусанна Слотсагер, Малене Краусе, Авияя Петри, Лиза Ричардсон                   |
| 2001 | HCC                                             | Лене Бидструп, Сусанна Слотсагер, Малене Краусе, Авияя Лунд Нильсен, Лиза Ричардсон            |
| 2002 | HCC                                             | Лене Бидструп, Сусанна Слотсагер, Малене Краусе, Авияя Лунд Нильсен                            |
| 2003 | HCC                                             | Дорте Хольм, Лене Бидструп, Малене Краусе, Лиза Ричардсон                                      |
| 2004 | TCC                                             | Ангелина Йенсен, Камилла Йенсен, Шарлотте Хедегор, Ане Хансен                                  |
| 2005 | HCC                                             | Мадлен Дюпон, Дениз Дюпон, Лене Нильсен, Хелле Симонсен, Мария Поульсен                        |
| 2006 | TCC                                             | Ангелина Йенсен, Мадлен Дюпон, Дениз Дюпон, Камилла Йенсен, Шарлотте Хедегор                   |
| 2007 | TCC                                             | Ангелина Йенсен, Мадлен Дюпон, Дениз Дюпон, Камилла Йенсен, Ане Хансен                         |
| 2008 | TCC                                             | Ангелина Йенсен, Мадлен Дюпон, Дениз Дюпон, Камилла Йенсен, Ане Хансен                         |
| 2009 | TCC                                             | Ангелина Йенсен, Мадлен Дюпон, Дениз Дюпон, Камилла Йенсен, Ане Хансен                         |
| 2010 | HCC                                             | Лене Нильсен, Хелле Симонсен, Янне Эллегорд, Мария Поульсен                                    |
| 2011 | HCC                                             | Лене Нильсен, Хелле Симонсен, Янне Эллегорд, Мария Поульсен, Метте де Неергор                  |
| 2012 | HCC                                             | Лене Нильсен, Хелле Симонсен, Янне Эллегорд, Мария Поульсен, Метте де Неергор                  |
| 2013 | HCC                                             | Лене Нильсен, Хелле Симонсен, Янне Эллегорд, Мария Поульсен, Метте де Неергор                  |
| 2014 | HCC                                             | Мадлен Дюпон, Дениз Дюпон, Кристин Свенсен, Лина Кнудсен                                       |
| 2015 | HCC                                             | Лене Нильсен, Янне Эллегорд, Стефани Рисдаль Нильсен, Шарлотта Клемменсен, Изабелла Клемменсен |
| 2016 | HCC                                             | Лене Нильсен, Стефани Рисдаль Нильсен, Шарлотта Клемменсен, Изабелла Клемменсен                |
| 2017 | HCC                                             | Лене Нильсен, Мадлен Дюпон, Стефани Рисдаль Нильсен, Шарлотта Клемменсен, Дениз Дюпон          |
| 2018 | HCC                                             | Мадлен Дюпон, Дениз Дюпон, Юли Хёг, Матильда Хальсе, Лина Кнудсен                              |
| 2019 | HCC                                             | Мадлен Дюпон, Дениз Дюпон, Юли Хёг, Лина Кнудсен                                               |
| 2020 | HCC/GCC                                         | Матильда Хальсе, Ясмин Ландер, Karolina Jensen, Мю Холлингер Ларсен                            |
| 2021 | чемпионат не проводился из-за пандемии COVID-19 | чемпионат не проводился из-за пандемии COVID-19                                                |
| 2022 | HCC                                             | Мадлен Дюпон, Матильда Хальсе, Дениз Дюпон, Мю Холлингер Ларсен, Ясмин Ландер                  |
| 2023 | HCC                                             | Мадлен Дюпон, Матильда Хальсе, Дениз Дюпон, Мю Холлингер Ларсен, Ясмин Ландер                  |

### Чемпионы и призёры
| Год  | Золото | Серебро | Бронза                                                                                    |
| 2024 | Team Dupont (HCC) Мадлен Дюпон, Матильда Хальсе, Дениз Дюпон, Мю Холлингер Ларсен, запасной: Ясмин Ландер | Team CPH Girls (GCC / HCC) Katrine Schmidt, Ninne Vilandt, Emilie Holtermann, Sophie Chang, запасной: Caroline Rasmussen | Team JA tak (SCC / ACK) Klara Jakobsen, Shellie Christensen, Betina Andersen, Mille Schou |